# ريتشارد ماركوس
ريتشارد ماركوس (بالإنجليزية: Richard Marcus)‏ هو ممثل أمريكي، ولد في 19 سبتمبر 1945.

## وصلات خارجية
- ريتشارد ماركوس على موقع IMDb (الإنجليزية)
- ريتشارد ماركوس على موقع ألو سيني (الفرنسية)
- ريتشارد ماركوس على موقع أول موفي (الإنجليزية)
- ريتشارد ماركوس على موقع قاعدة بيانات الأفلام السويدية (السويدية)
- ريتشارد ماركوس على موقع قاعدة بيانات الفيلم (الإنجليزية)
- ريتشارد ماركوس على موقع كينوبويسك (الروسية)